# Didier Burgos
Didier Burgos Ramírez es un Ingeniero civil y político colombiano. En las elecciones legislativas de 2010 fue elegido Representante a la Cámara por Risaralda con el aval del Partido de la U, en 2014 logró su reelección como Representante a la Cámara con 20.710 votos.

## Biografía
Burgos Ramírez nació en Pereira el 11 de agosto de 1962. Es ingeniero civil, especializado en administración y gerencia. Egresado de la Escuela de Alto Gobierno de la Universidad de Los Andes. Ha sido Representante a la Cámara en los periodos 2010 – 2014 y 2014 - 2018, Expresidente de la Comisión VII. Se ha desempeñado como docente universitario, asesor en el Congreso de la República, Director del Área Metropolitana Centro Occidente, Gerente del Fondo de Vivienda Popular de Pereira, Gerente encargado de las Empresas Públicas de Pereira y Subsecretario de Obras Públicas de la ciudad de Pereira.  
En las elecciones legislativas de 2010 fue elegido Representante a la Cámara por Risaralda con el aval del Partido de la U con 25.488 votos; en las elecciones legislativas de 2014 fue reelecto con 20.710 votos.